# Orea
Orea es un municipio y localidad española de la provincia de Guadalajara, en la comunidad autónoma de Castilla-La Mancha. El término municipal tiene una población de 195 habitantes (INE 2024).

## Geografía

### Ubicación
La localidad de Orea se encuentra localizada en el sudeste de la provincia de Guadalajara —en la comarca Señorío de Molina-Alto Tajo— y a 192 km de la capital homónima de esta provincia. Las coordenadas geográficas corresponden con 40°33′27″N 1°43′37″O.

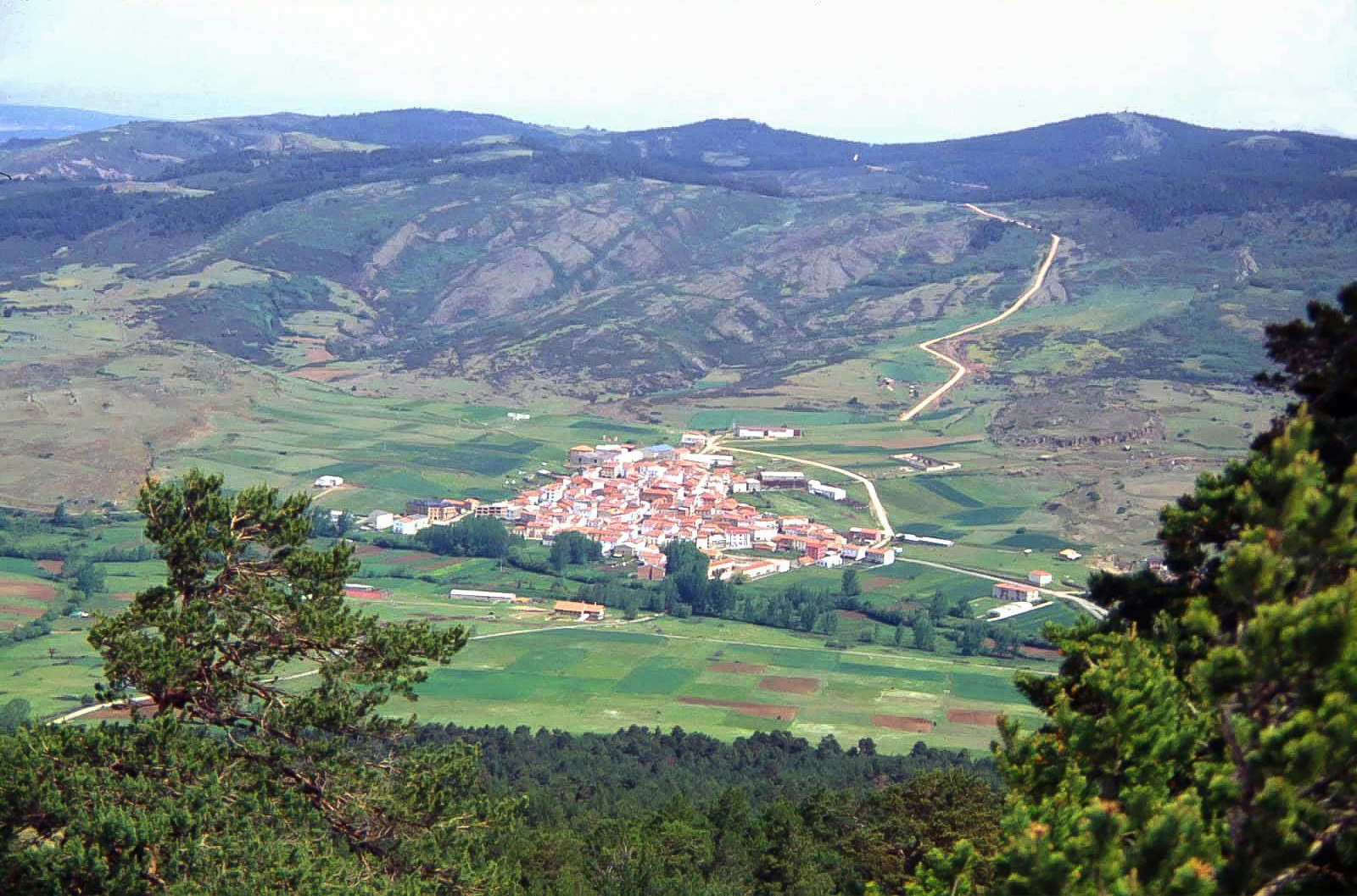
El pueblo de Orea a vista de pájaro

Orea se ubica en el sistema Ibérico, más concretamente a los pies de la sierra del Tremedal, entre los Montes Universales de la sierra de Albarracín y la serranía de Cuenca. Desde 1998 esta localidad se enmarca dentro del parque natural del Alto Tajo, por lo que su riqueza natural, en cuanto a flora y fauna se refiere, es muy diversa y rica. Orea se encuentra a 1502 m sobre el nivel del mar, lo que la convierte en el municipio situado a más altura de toda Castilla-La Mancha.
A nivel fluvial, el territorio de este municipio está surcado por los ríos Cabrillas, Hoz Seca y Tajo, así como por el arroyo de la Hontezuela al sur y el arroyo Primero al norte.
Orea limita al este con Orihuela del Tremedal (Teruel), al oeste con Checa, al sur con Griegos (Teruel) y al norte con Alcoroches y Alustante.

### Clima
El clima de Orea es frío, con una temperatura media anual de 7,5 °C, viéndose condicionado por su altitud —de 1497 m en su punto de menor elevación— y su emplazamiento en un pequeño valle del Alto Tajo que propicia noches de inversión térmica. En verano no es habitual rebasar los 30 °C, con una temperatura mínima nocturna que nunca supera los 12 °C. Suele nevar y helar desde noviembre hasta abril, con días que llegan hasta casi los -15 °C. El clima de este pueblo es de tipo mediterráneo continentalizado, dada su altitud y su lejanía en relación con el mar.
De acuerdo a la información climática de la siguiente tabla y de los criterios de la clasificación climática de Köppen modificada —temperatura del mes más frío de 0 °C o inferior y precipitación del mes más seco entre los seis más cálidos mayor que 1/3 de la precipitación del mes más húmedo de los seis meses más fríos— el clima de Orea se clasifica como Dfb (continental). Sin embargo, de acuerdo a los mismos criterios, se encuentra cerca del límite de los tipos Dsb (continental con verano seco), Cfb (templado sin estación seca) y Csb (templado con verano seco y fresco).
| Parámetros climáticos promedio de Orea en el periodo 1961-1989                                                                                          | Parámetros climáticos promedio de Orea en el periodo 1961-1989 | Parámetros climáticos promedio de Orea en el periodo 1961-1989 | Parámetros climáticos promedio de Orea en el periodo 1961-1989 | Parámetros climáticos promedio de Orea en el periodo 1961-1989 | Parámetros climáticos promedio de Orea en el periodo 1961-1989 | Parámetros climáticos promedio de Orea en el periodo 1961-1989 | Parámetros climáticos promedio de Orea en el periodo 1961-1989 | Parámetros climáticos promedio de Orea en el periodo 1961-1989 | Parámetros climáticos promedio de Orea en el periodo 1961-1989 | Parámetros climáticos promedio de Orea en el periodo 1961-1989 | Parámetros climáticos promedio de Orea en el periodo 1961-1989 | Parámetros climáticos promedio de Orea en el periodo 1961-1989 | Parámetros climáticos promedio de Orea en el periodo 1961-1989 |
| Mes | Ene.                                                           | Feb.                                                           | Mar.                                                           | Abr.                                                           | May.                                                           | Jun.                                                           | Jul.                                                           | Ago.                                                           | Sep.                                                           | Oct.                                                           | Nov.                                                           | Dic.                                                           | Anual                                                          |
| --- | -------------------------------------------------------------- | -------------------------------------------------------------- | -------------------------------------------------------------- | -------------------------------------------------------------- | -------------------------------------------------------------- | -------------------------------------------------------------- | -------------------------------------------------------------- | -------------------------------------------------------------- | -------------------------------------------------------------- | -------------------------------------------------------------- | -------------------------------------------------------------- | -------------------------------------------------------------- | -------------------------------------------------------------- |
| Temp. media (°C) | 0                                                              | 0.6                                                            | 2.4                                                            | 4.9                                                            | 8.8                                                            | 13.3                                                           | 17.1                                                           | 16.7                                                           | 13.5                                                           | 8.3                                                            | 3.5                                                            | 0.5                                                            | 7.5                                                            |
| Precipitación total (mm) | 54.4                                                           | 57.5                                                           | 48.9                                                           | 66.4                                                           | 77.8                                                           | 66.4                                                           | 31.6                                                           | 24.5                                                           | 38.0                                                           | 52.2                                                           | 71.4                                                           | 62.6                                                           | 651.5                                                          |
| Fuente: Ministerio de Agricultura, Alimentación y Medio Ambiente. Datos de precipitación y temperatura para el periodo 1961-1989 en Orea (Valdemorales) |                                                                |                                                                |                                                                |                                                                |                                                                |                                                                |                                                                |                                                                |                                                                |                                                                |                                                                |                                                                |                                                                |

## Historia
En el término de esta localidad han sido encontrados diversos restos arqueológicos. El historiador Sánchez Portocarrero refiere haber descubierto en sus cercanías «urnas de huesos quemados, monedas notables y antiguallas de la gentilidad». A raíz de este hallazgo se infiere que algunas tribus celtíberas se establecieron en los fértiles valles de esta zona.
Por lo que respecta a la Plena Edad Media y a pesar de que no existen evidencias concluyentes, se considera plausible la existencia de un asentamiento musulmán en Orea como resultado de las leyendas populares de las poblaciones de la zona, así como de ciertos topónimos como la Cueva de la Mora o el Cerro de la Mezquita.

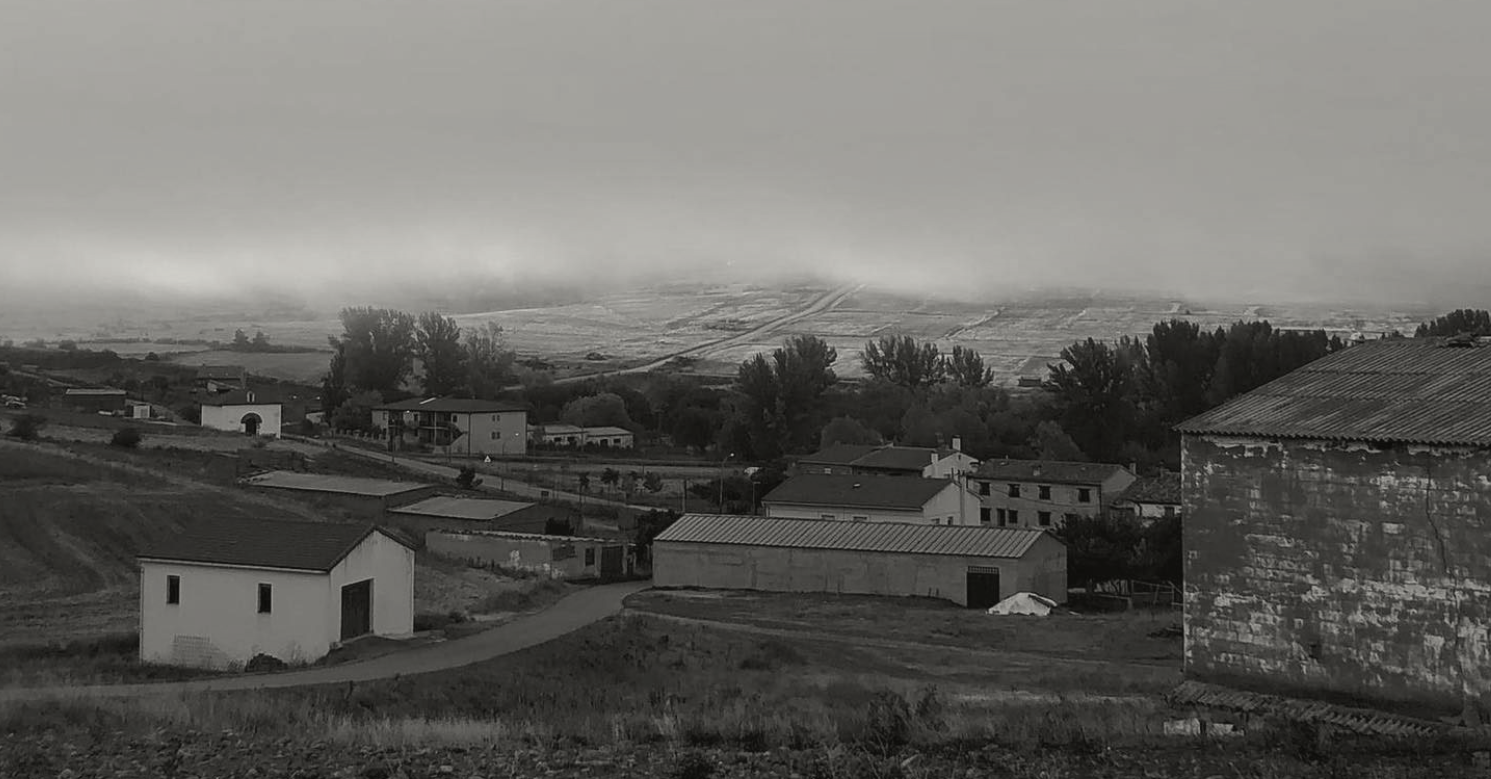
Orea envuelto por niebla

Las primeras noticias fehacientes de Orea datan de la primera mitad del siglo XII, cuando Don Manrique de Lara inicia por orden del rey aragonés Alfonso I el Batallador la repoblación  del territorio en el año 1128 —hasta entonces bajo poder musulmán— con gentes llegadas del norte de Castilla y de los territorios vascos y navarros. La primera referencia documental de Orea es el testamento de Doña Blanca de Navarra en el que deja en herencia Orea a Fernán Sáez —hijo de Bartolomé García— y corresponde al año 1293.
En el siglo XV se convierte en aldea del Común, época en la que se construye una torre para protegerse de los continuos ataques del caballero de Motos y sus secuaces. Las acciones de este famoso bandido tuvieron como resultado la constitución de la Santa Hermandad, una corporación de grupos armados que portaban uniformes con mangas verdes y fueron pagados por los concejos de la Comunidad de Castilla para erradicar la criminalidad en la zona.
Situada en uno de los caminos que conducía hacia Molina de Aragón desde Albarracín, la importancia creciente de Orea y sus recursos mineralógicos posibilitaron que en el siglo XVII —gobernando Felipe IV— se estableciera en el pueblo una fundición dedicada principalmente a las balas de hierro para artillería, así como un centro artesanal de paños y una fábrica de vidrios.
A mediados del siglo XIX, el lugar contaba con una población censada de 464 habitantes. La localidad aparece descrita en el duodécimo volumen del Diccionario geográfico-estadístico-histórico de España y sus posesiones de Ultramar de Pascual Madoz de la siguiente manera:

OREA: v. con ayunt. en la prov. de Guadalajara (27 leg.), part. jud. de Molina (6), aud. terr. de Madrid (37), c. g. de Castilla la Nueva, dióc. de Sigüenza (18). sit. en llano con libre ventilacion, principalmente por el N. y O.; su clima es frio y propenso á reumas, epilepsias, dolores de costado y fiebres nerviosas: tiene 152 casas, la consistorial, cárcel, escuela de instruccion primaria, dotada con 1,200 rs.; una enseñanza de niñas cuya maestra percibe 500 rs.; una fuente de buenas aguas: una igl. parr. (La Asuncion de Ntra. Sra.). térm.: confina con los de Alcoroches, Orihuela de Aragón y Checa; dentro de él se encuentran varias fuentes y los cas. de Villanueva de Tres Fuentes y El Pajarejo. El terreno es quebrado y de mala calidad; le bañan los r. Cabrilla y Hoceseca, comprende 2 deh. con arbolado y buenos montes poblados de pino maderable. caminos: los que dirigen á los pueblos limítrofes y cab. del part. en donde se recibe y despacha la correspondencia. prod.: toda clase de cereales, legumbres, patatas, leñas de combustible, maderas de construccion y abundantes pastos con los que se mantiene ganado lanar fino, yeguar, caballar y vacuno; hay caza de perdices, liebres, venados y corzos; pesca de truchas. ind.: la agrícola, corte y aserrado de maderas y la emigracion en los inviernos á Andalucía á trabajar en los molinos de aceite. comercio: esportacion del sobrante de frutos, madera, lana y ganados, principalmente el vacuno que es muy estimado, é importacion de los art. que fallan. pobl.: 122 vec., 464 alm. cap. prod.: 1.885,000 rs. imp.: 150,800. contr.: 6,524.
(Madoz, 1849, p. 302)

La Enciclopedia universal ilustrada europeo-americana (1919) atribuye al municipio una población de 899 habitantes, distribuidos de la siguiente manera: 851 en la villa de Orea, 40 en Villanueva de las Tresfuentes y 8 en núcleos inferiores o diseminados.

## Demografía
Orea cuenta con una población de 195 habitantes (INE 2024).
| Gráfica de evolución demográfica de Orea entre 1842 y 2021                                                          |
| |
| Población de derecho según los censos de población del INE Población de hecho según los censos de población del INE |

## Administración política
Actualmente el Ayuntamiento de Orea está gestionado por el alcalde Rodrigo Calvo Pinilla (PSOE) y los concejales Javier San Torcuato Sanz (PSOE), Manuel Montaldo Corella (PSOE), Concepción Casado Herranz (PP) y Joaquín Martínez Montes (CIHGU). Esta estructura política se deriva de los resultados de las elecciones municipales de 2023.  
| n.º | CANDIDATO                    | PARTIDO | VOTOS |
| --- | ---------------------------- | ------- | ----- |
| 1   | RODRIGO CALVO PINILLA        | PSOE    | 70    |
| 2   | JOAQUÍN MARTÍNEZ MONTES      | CIHGU   | 55    |
| 3   | Mª CONCEPCIÓN CASADO HERRANZ | PP      | 52    |
| 4   | JAVIER SAN TORCUATO SANZ     | PSOE    | 51    |
| 5   | MANUEL MONTALDO CORELLA      | PSOE    | 48    |
| 6   | PILAR TRABALÓN PÉREZ         | CIHGU   | 48    |
| 7   | ANA BELÉN SÁNCHEZ GIL        | CIHGU   | 41    |
| 8   | ARTURO QUESADA SEGURA        | PSOE    | 37    |
| 9   | MANUEL PÉREZ VALERO          | PP      | 27    |
| 10  | SERGIO ALONSO RODRIGO        | PP      | 17    |
| 11  | BERNABÉ PÉREZ LÓPEZ          | VOX     | 13    |

## Patrimonio arquitectónico

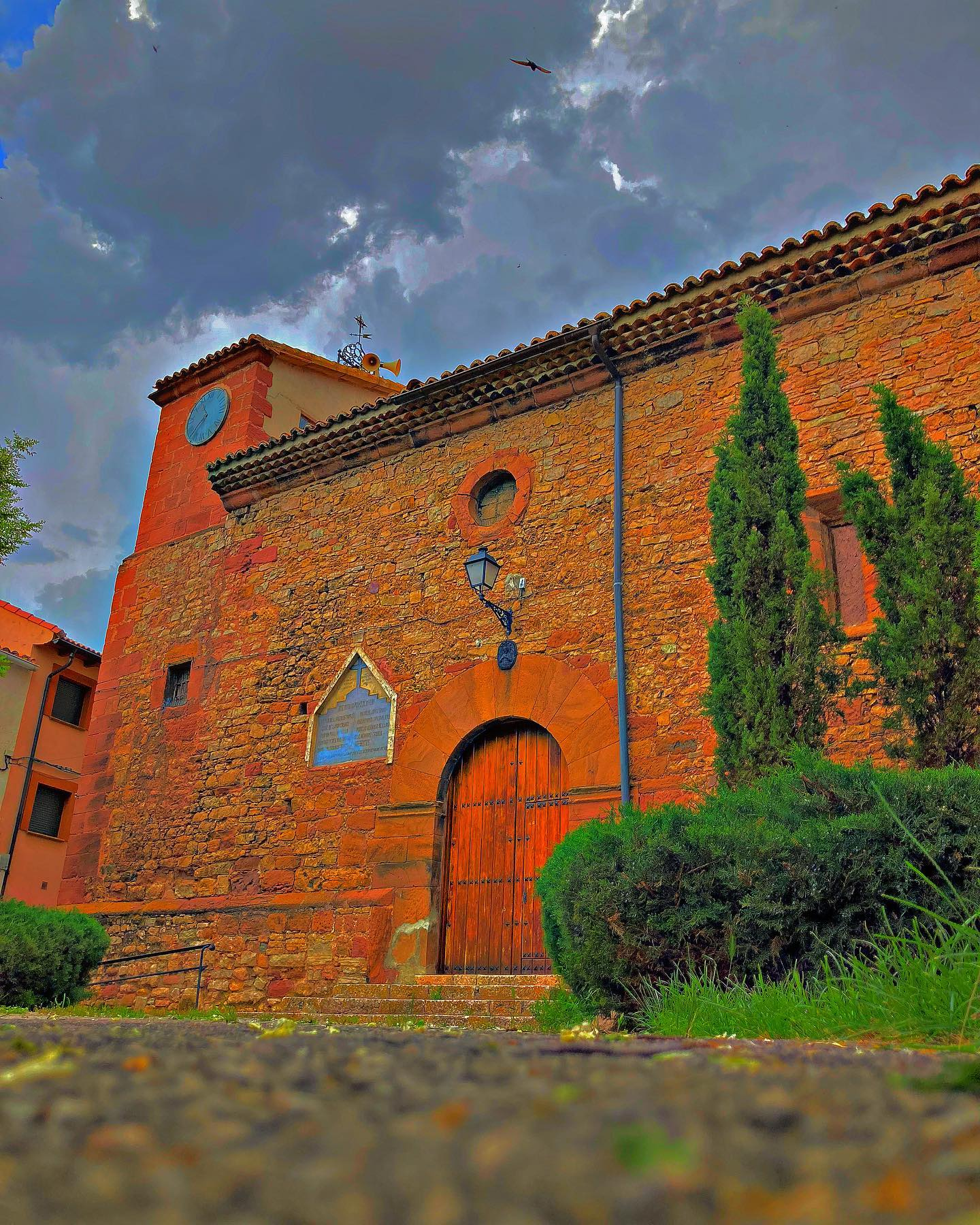
Iglesia de la Asunción

Además de las ruinas de la Torre de Orea y de los restos del antiguo castillo en el Cerro de la Mezquita mencionados anteriormente, el término de este municipio cuenta con varias construcciones arquitectónicas de relevancia.
A la entrada del pueblo se encuentra el Pairón de las Ánimas, una columna perteneciente a la época barroca que fue construida en sillar de piedra arenisca rojiza y rematada con una cruz metálica que se sustenta en una esfera pétrea que se asemeja a la pieza del peón del ajedrez. Este es uno más de la enorme colección de pairones que pueblan el Real Señorío de Molina en todos sus rincones, a las entradas de las aldeas o en los cruces de los caminos.
El casco urbano está estructurado en torno a dos plazas. El aspecto de sus casas es de aparejo de piedra caliza con tonalidades entre gris y marrón. Normalmente las fachadas están pintadas con un mortero de cal y arena rosácea, aunque algunos edificios conservan el aspecto de piedra seca. Los edificios pueden tener hasta cuatro plantas, que contrastan con los más pequeños de una sola. Un elemento característico son las escaleras que elevan ligeramente las edificaciones del suelo.
La iglesia parroquial, que está dedicada a la Asunción, fue construida en el siglo XVII a base de sillar y sillarejo de tonos intensamente rojizos. A poniente se alza la espadaña, que termina en un remate de tipo triangular muy rebajado. La puerta de entrada se abre en el muro sur, ante un atrio abierto, y es semicircular y adovelada. El interior se conforma por dos naves renovadas recientemente: tiene un pequeño retablo mayor de origen barroco al que han acoplado a sus laterales otros dos del mismo estilo. En el centro se encuentra un cuadro de la Virgen María en Asunción, como patrona de la iglesia y del pueblo. Y junto a ella destaca una talla de San Juan Bautista. Los altares laterales adosados en la cabecera del templo presentan un magnífico Cristo de talla, así como a San Roque, la Virgen del Rosario y la Virgen de la Cabeza.

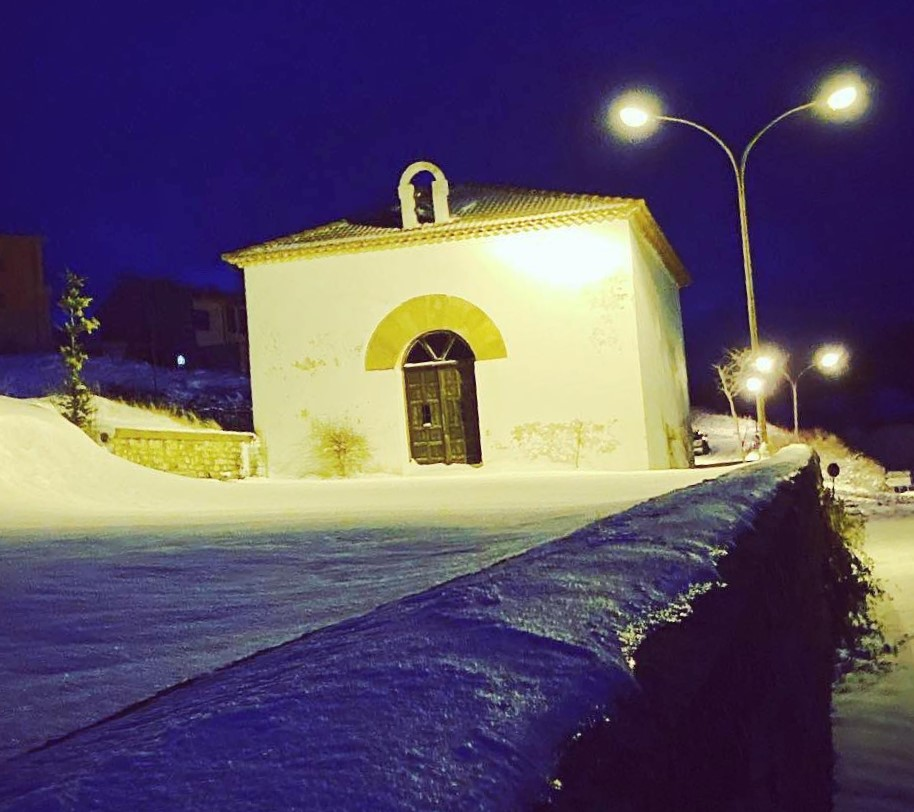
Ermita de la Virgen de la Soledad

También destaca en el pueblo la Casa Grande, una típica casona molinesa, de planta cuadrada, con puerta principal adornada de diversas molduras, rematando en sencillo frontón. Las ventanas bajas y del piso van también decoradas en sus cercos con molduras barrocas, pero el escudo de armas que había sobre la puerta fue vendido hace unos años a unos anticuarios.
A las afueras de Orea se emplaza una ermita de planta cuadrada y con tejado a cuatro aguas dedicada a la Virgen de la Soledad. Esta construcción que alberga los pasos de Semana Santa está encalada y deja ver un arco labrado de piedras rojas sobre la puerta. El interior está bien conservado y tiene suelos embaldosados y paredes pintadas.

## Patrimonio natural
El término municipal de Orea cuenta con una serie de parajes rurales y enclaves naturalísticos que muestran una gran riqueza y diversidad en relación con la flora y fauna.
Cerro de San Cristóbal
El Cerro de San Cristóbal es —con sus 1862 m de altitud— uno de los techos del Alto Tajo desde el que puede gran parte del territorio de Orea y el fondo del valle donde se enclava. En la altiplanicie de este cerro se encuentra su vértice geodésico y la ermita de San Cristóbal (donde se encuentra una representación  de San Cristóbal, que se procesiona el 10 de julio de cada año, con celebración de misa al aire libre. Es costumbre subir al cerro a pie, a caballo o, la gran mayoría, en vehículo). En cuanto a la edificación no tiene nada de especial, pero si el entorno en el que se sitúa —amplios horizontes, verdes colinas y rocas salpicadas entre sabinas, zarzas y rosales—.

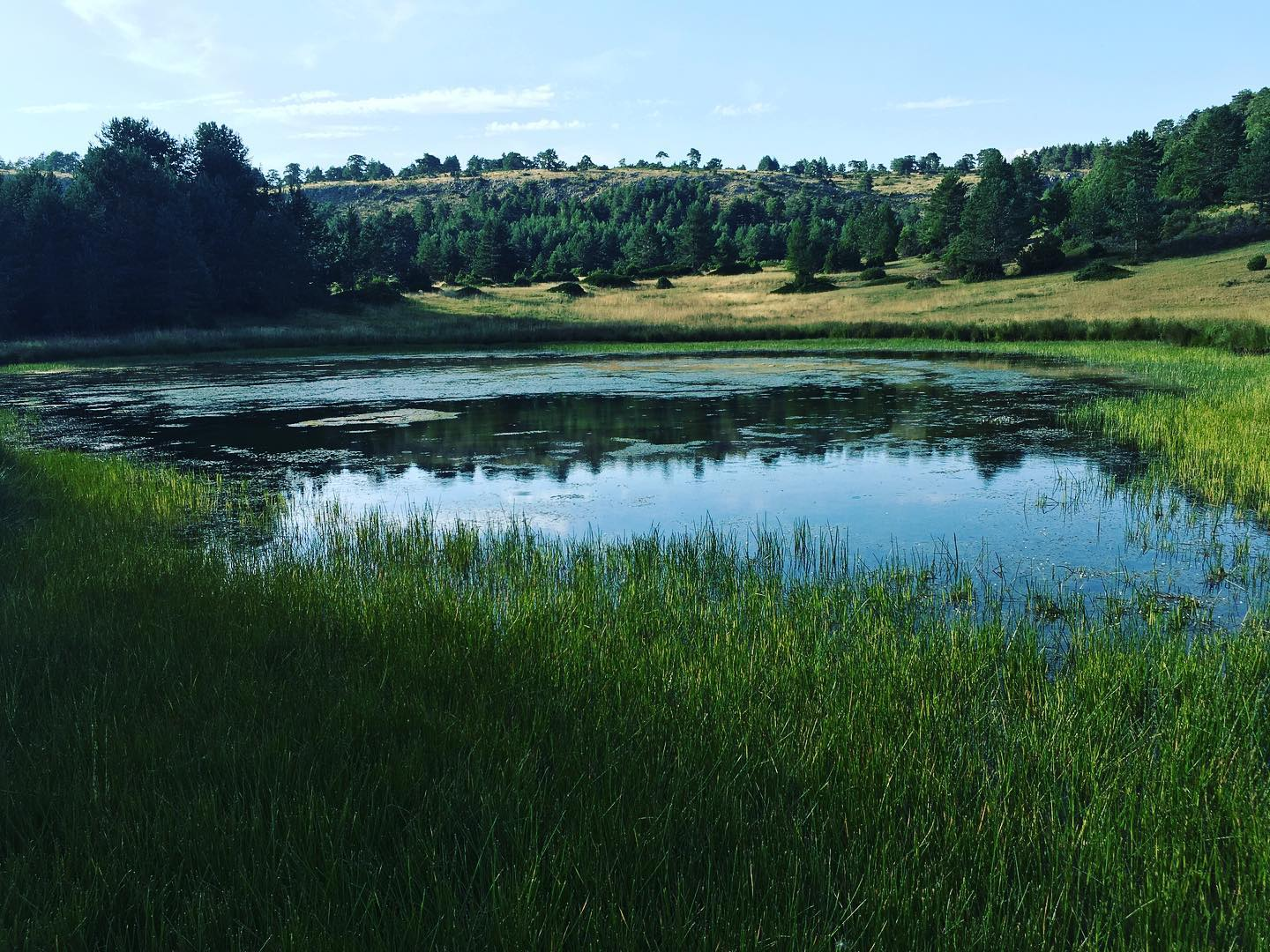
Laguna de la Salobreja
La laguna de la Salobreja es una de las más singulares de todo el parque natural del Alto Tajo y consiste en un pequeño humedal de origen kárstico, situado en el fondo de una gran dolina que se asienta sobre un sustrato de arcillas, sales y yesos del Keuper. La arcilla forma una capa impermeable con una gran cantidad de sales que evita la filtración de las aguas y explica la salobridad de la laguna. Este punto hidrográfico —en cuya orilla se encuentra una orla de junquillo— se sitúa en una pradera con prados de diente que es aprovechado por el ganado lanar y en el que florecen durante la primavera ranúculos —botón de oro—. En el interior de la laguna y sus alrededores existe una gran biodiversidad de anfibios y mamíferos —ciervos a destacar— , así como pinos silvestres, sabinas rastreras, enebros y arlos.
Antiguo volcán de Orea
Muy cerca del pueblo de Orea se encuentra una zona de rocas —que contrastan con el resto del paisaje— compuestas por pequeños cristales de minerales como cuarzo, feldespatos y micas. Hace aproximadamente 270 millones de años, esta zona del parque natural se encontraba sobre una bolsa magmática que debido a los movimientos en la corteza terrestre empujo —en dos erupciones diferentes— el material que albergaba hacia el exterior. Estos materiales dieron como resultado un conjunto de rocas o minerales a los que se les llama dacitas, gracias a los cuales se sabe que un día fueron el producto de un volcán debido a su composición. A estas rocas se las clasifica como ígneas volcánicas: ígneas porque proceden de un magma y volcánicas porque el magma se enfrió y se consolidó en la superficie, no en el interior. Geológicamente hablando se puede decir que en el Paleozoico, la orogenia Varisca fue la responsable de la transformación y plegamiento de las rocas sedimentarias originadas bajo el mar. Este proceso generó cuarcitas y pizarras fuertemente plegadas que son las que forman la Sierra de Orea. Después se originaron una serie de fracturas a través de las cuales ascendió magma desde el interior de la Tierra. Se inició así un episodio volcánico en el que no se formó un volcán de forma cónica, sino que el magma ascendió a la superficie a través de grietas y fisuras, acumulándose junto a ellas dando lugar a un vulcanismo muy puntual. En total en el antiguo volcán de Orea se acumularon cerca de 250 metros de conglomerados gris-verdoso, pero no fue el único lugar de la región donde hubo erupciones sino que, al mismo tiempo, también sucedieron en otras zonas cercanas de Guadalajara, Cuenca y Teruel.
Río de piedras

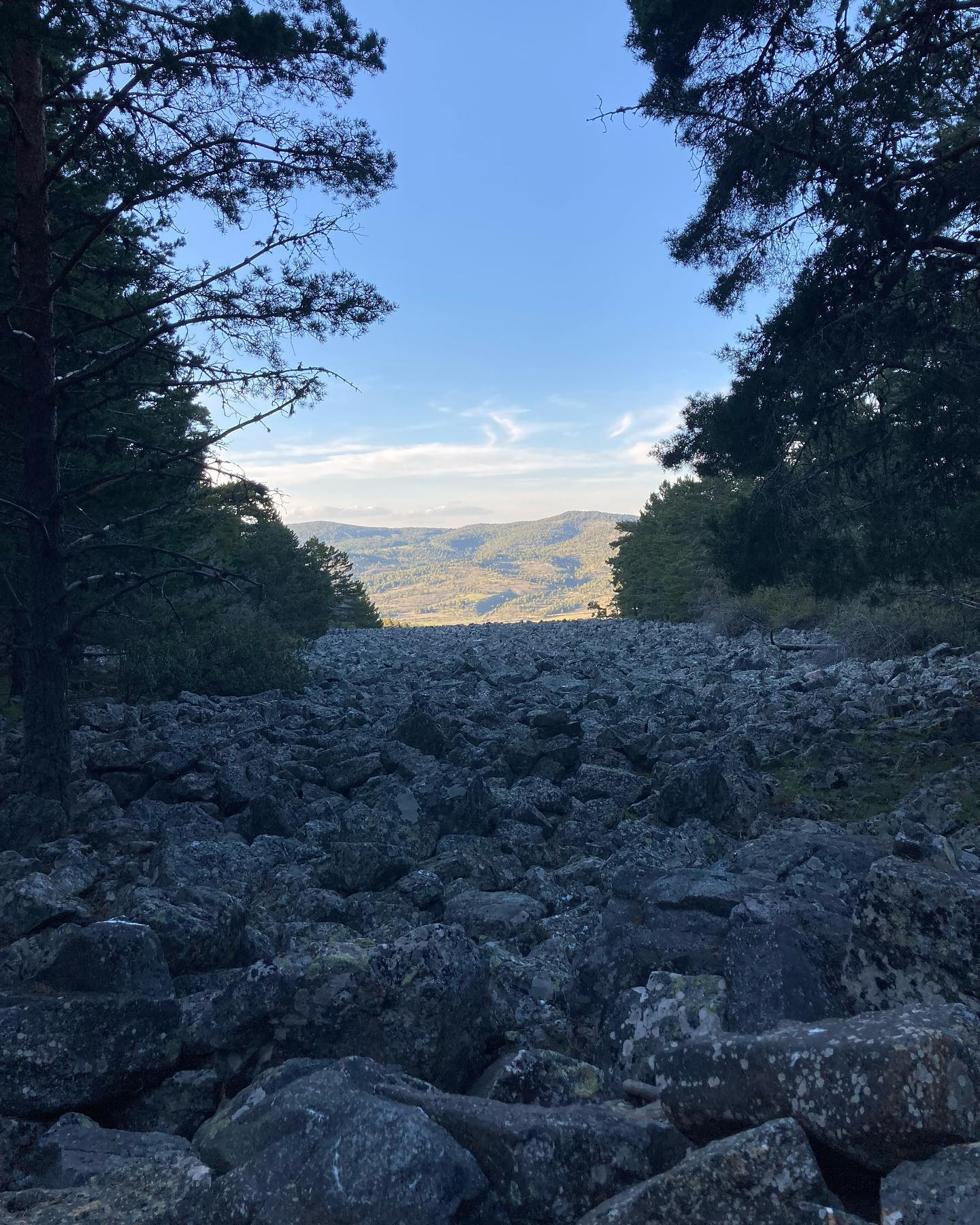
Río de piedras de Orea

El río de piedras consiste en una acumulación de miles de bloques angulosos de cuarcita que cubre la ladera del Cerro de San Cristóbal. Este fenómeno natural —también conocido como río de bloques o río de rocas— se produce por un apilamiento de piedras procedentes de las crestas y escarpes de cuarcitas situados en las cercanías que deriva de la acción de la gravedad. La actividad del hielo y los cambios bruscos de temperatura fragmentan la dura cuarcita que se desprende y cae tapizando de rocas la ladera. El río de piedras de Orea tiene un espesor máximo de unos cuatro metros y una longitud de casi un kilómetro.
Pino de las Siete Garras
El pino de las Siete Garras es uno de los árboles más conocidos tanto del parque natural del Alto Tajo, como de la provincia de Guadalajara. Se trata de un ejemplar de pino albar —Pinus sylvestris— de 23 m de altura y un perímetro de 3,85 m en su base. Toma su nombre de los siete brazos en los que se ramificaba este árbol. Pero actualmente solo pueden contemplarse seis de estos brazos, dado que uno de los mismos fue cortado cuando se secó. A pesar de encontrarse en un aceptable estado de conservación, presenta seca otra de las seis garras restantes como muestra de la vulnerabilidad que presentan los árboles añejos de los bosques. El enorme tamaño del pino se debe a que fue indultado de las entresacas realizadas en el bosque durante sus más de 230 años de vida. En el pasado, los oriundos creían que las siete garras de este pino eran en realidad siete pinillos que habían crecido sobre uno más grande, lo que dio lugar a su antiguo nombre —pino de los Siete Pinillos—.

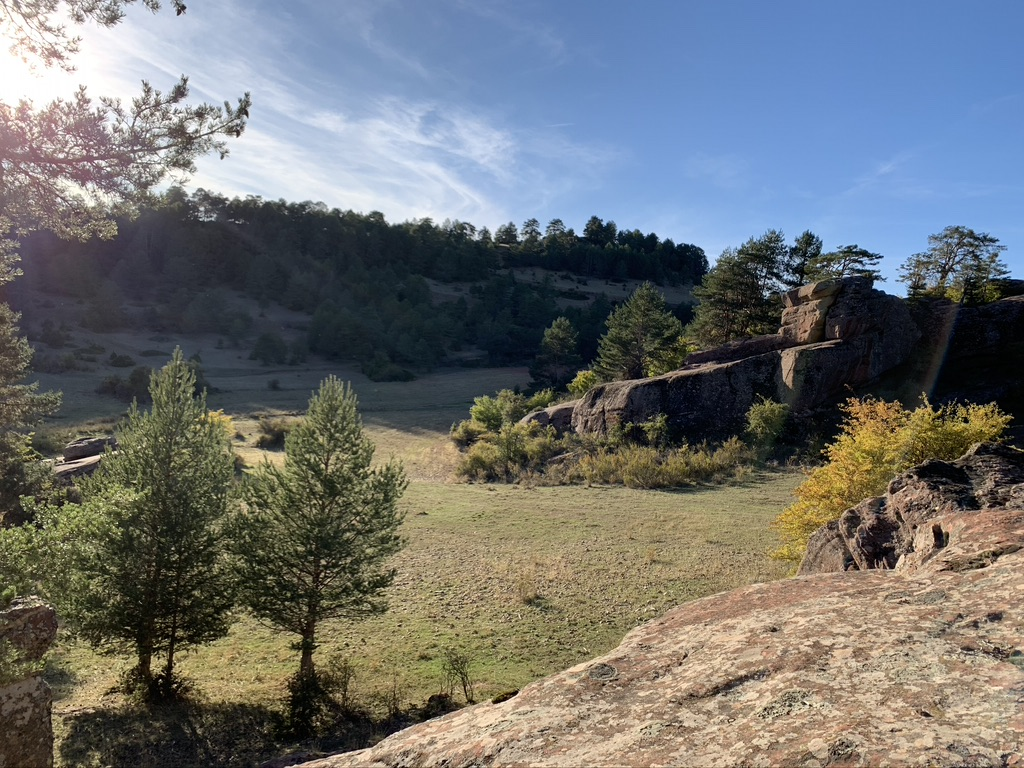
Callejones de Peñas Rubias
Los callejones de Peñas Rubias —popularmente conocido como la ciudad encantada de Orea— consiste en un curioso relieve que resulta de la erosión y el modelado de la piedra por los agentes atmosféricos en tiempos recientes. Las areniscas y los conglomerados que componen este tipo de rocas no constituyen un conjunto uniforme, sino que presentan fracturas, líneas de debilidad o discontinuidades (diaclasas) por las que la erosión actúa con más eficacia. Tras este proceso geológico, las raíces de los árboles y el agua inciden en las grietas, agrandando su tamaño progresivamente hasta llegar a independizar grandes bloques. El resultado de este fenómeno es un relieve de aspecto ruiniforme compuesto por una serie de materiales que corresponden a un tipo de formación geológica denominada buntsandstein y se generaron por la acumulación de sedimentos fluviales, transportados por enormes ríos hace más de 245 millones de años.
Área recreativa Cerrillo Herrero
El área recreativa del Cerrillo Herrero está situada en la dehesa de Valdemalos —a dos kilómetros de Orea—, en la carretera que lleva a la zona de El Pajarejo, Fuentes de la Rana y de la Jícara, camping municipal y otras actividades turísticas como un recinto para vacaciones escolares. Todas ellas, zonas de recreo que van saliendo en torno al cauce de un joven río Hoz Seca. Está enclavada al comienzo de un pinar del que se puede destacar el estado de conservación, siendo este uno de los más cuidados de todo el parque natural del Alto Tajo. Cabe mencionar que es un lugar muy frecuentado por los amantes de los hongos en época de recolección y que tiene su propia regulación en esta materia. También sirve como refugio para diversas especies animales, por lo que no es extraño divisar una gran variedad de aves y mamíferos —como ciervos y corzos—. En el área recreativa Cerrillo Herrero se puede disfrutar del entorno natural, así como descansar y comer en la zona de mesas y bancos que —si bien no dispone de contenedores— cuenta con una fuente potable de aguas claras y puras.
Área recreativa La Canaleja
El área recreativa La Canaleja también está situada en la dehesa de Valdemalos, concretamente en el camino que lleva de Orea al cero de San Cristóbal —después de pasar el río de piedras—. El emplazamiento natural está acondicionado como merendero, dado que cuenta con una fuente para refrescarse y unas cuantas mesas con bancos de pícnic repartidas a la sombra de un denso y maduro pinar. Además de ser un espacio ideal para refugiarse del sol en los meses de calor, el área recreativa La Canaleja es uno de esos sitios donde los amantes del avistamiento de aves pueden disfrutar de la gran variedad de pájaros y rapaces forestales que pueblan estos bosques.

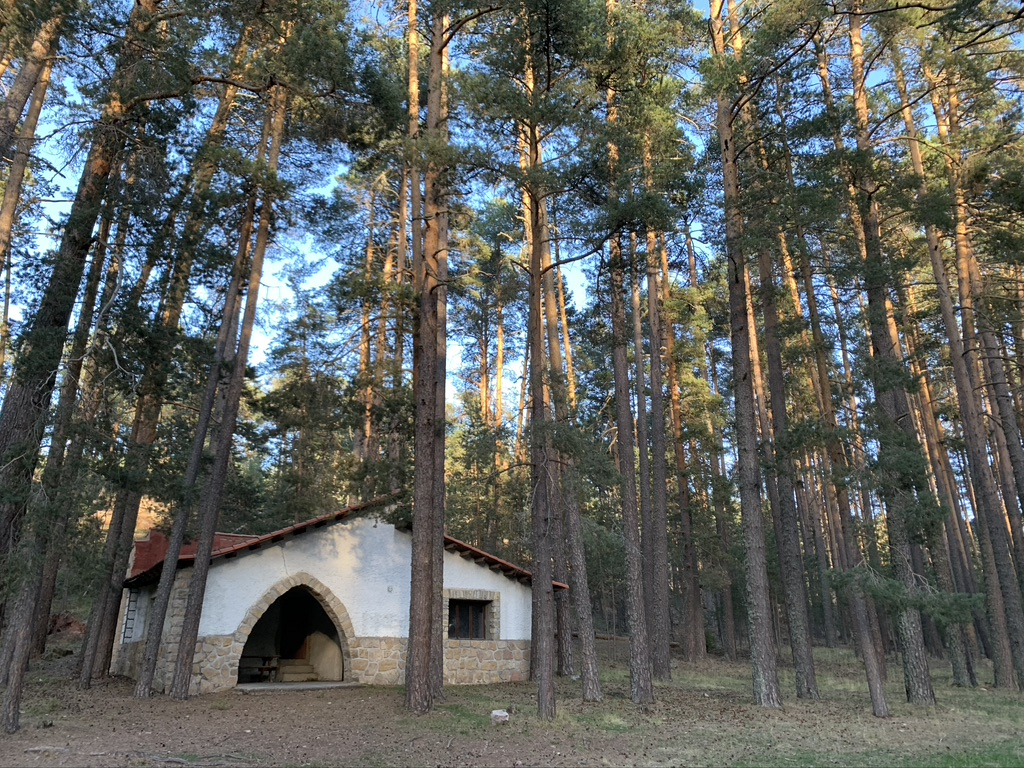
Área recreativa Fuente de la Jícara
El área recreativa Fuente de la Jícara se sitúa en la carretera de Orea que se dirige al campamento, junto al cauce de un recién nacido río Hoz Seca. Este bonito y bien conservado pìnar alberga el Pino de las Siete Garras y garantiza actividades como la micología, el avistamiento de aves o birdwatching y el senderismo. El área recreativa cuenta con un refugio de montaña libre con dos espacios diferenciados donde poder dormir y encender un fuego, así como una fuente de mampostería de arenisca, mesas de merendero y columpios que quedan repartidos por todo el vallado perimetral —tanto al margen derecho como al izquierdo de la carretera—. En sus inmediaciones se puede visitar humedales y turberas, así como disfrutar del frescor y la sombra de los pinares de la zona.
Área recreativa Fuente la Rana
El área recreativa Fuente la Rana es un espacio de especial encanto por la existencia de turberas, zonas encharcadas en las que se acumulan restos vegetales parcialmente descompuestos de gran interés botánico —debido a las condiciones particulares en las que crecen las especies de flora del lugar—. El origen del nombre de estos humedales deriva del proceso por el cual la materia orgánica se transforma en un tipo de carbón al que se le denomina turba, dependiendo de la dureza de las aguas que afloran se puede distinguir entre diferentes tipos de turberas. Además, el área recreativa Fuente la Rana cuenta con paneles informativos sobre las turberas, así como con mesas, una fuente y vallado perimetral —pero no dispone de contenedores—.

## Patrimonio cultural
La Fiesta mayor de Orea se celebra entre el 7 y el 11 de septiembre en honor a la Virgen patrona —la de la Asunción— y del Santo Roque. Estas celebraciones son famosas por la ceremonia de la Reverencia de los Cargos y el Bandereo de los Quintos que consiste en un baile de banderas ante la imagen en el que compiten muchos jóvenes con cabriolas de pesadas banderas manejadas con una sola mano. Antiguamente eran los quintos que venían del servicio militar los que hacían esta muestra. Hoy, al no haber ya servicio militar, lo hacen todos los jóvenes que quieren, tanto chicos como chicas. La fiesta se articula en torno a peñas, y el eje son los ritos católicos de misas y procesiones, aunque cada vez cobran más protagonismo los actos populares, bailes y músicas.
Por otro lado, el 10 de julio tiene lugar la fiesta de San Cristóbal —patrón de los conductores—, una celebración en la que el pueblo acude a lo alto del cerro de San Cristóbal —el punto más elevado del Alto Tajo— para asistir a una misa que se oficia a 1862 metros y en la que la tradición dicta bendecir y posteriormente repartir rosquillas y limonada entre los asistentes. De igual modo, a mediodía se acostumbra a celebrar una comida en los merenderos de la pinada del área recreativa Cerrillo Herrero.

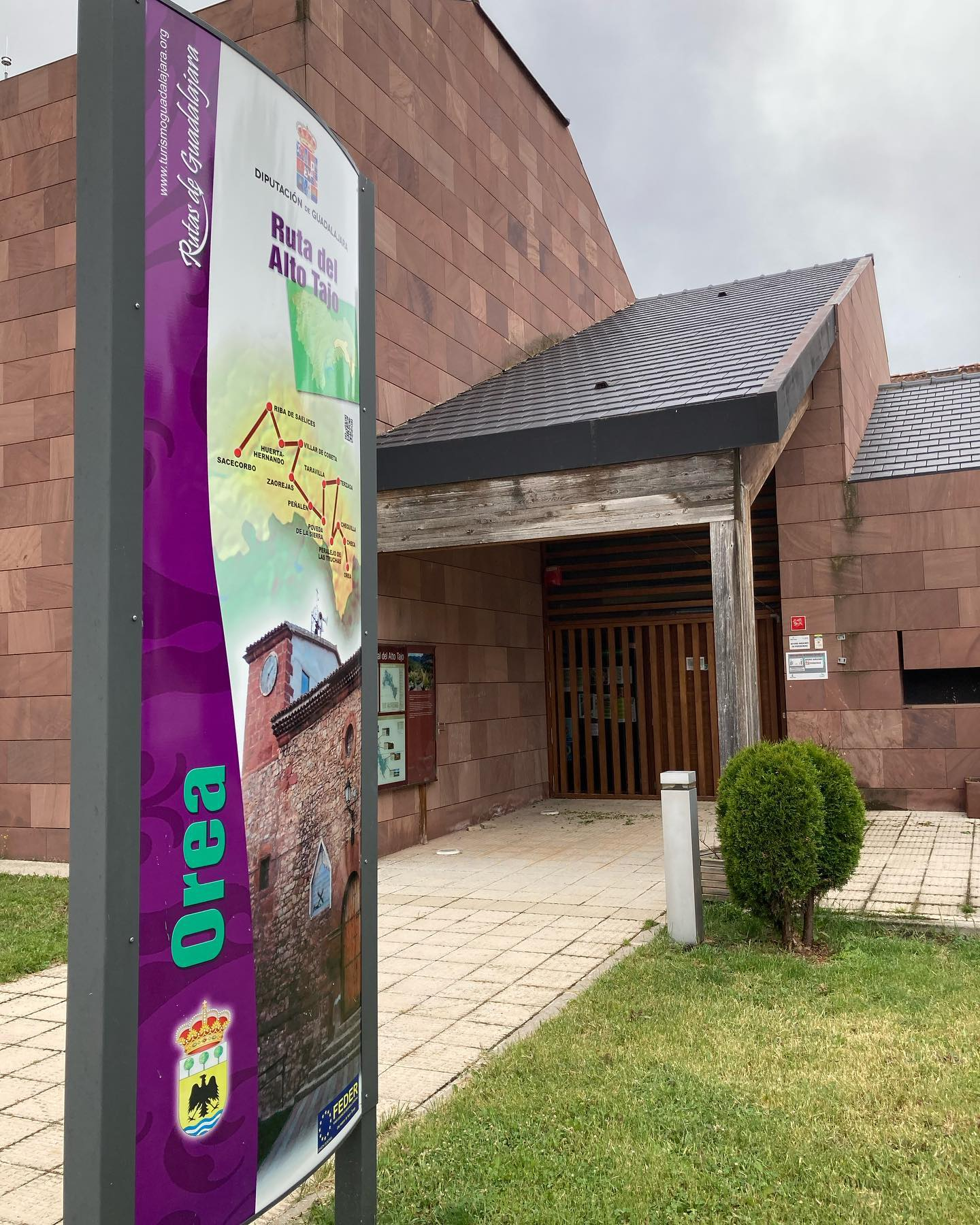
Centro de Interpretación Sequero de Orea

En el pueblo de Orea se ubica el Centro de Interpretación Sequero que está dedicado a los habitantes del Alto Tajo. El espacio principal está orientado a la divulgación e interpretación del patrimonio etnográfico y los usos y aprovechamientos tradicionales del parque natural —maderero, carboneo, resinación, salinas, apicultura, ganadería, agricultura, aprovechamientos hidráulicos, caza, pesca, turismo, obtención de la cal y recogida de setas—. La segunda parte se desarrolla en torno a los cuatro modelos paisajísticos más destacados del parque natural —red de hoces y cañones, cursos de agua, bosques y espacios abiertos— haciendo referencia a las especies más significativas de cada uno de ellos. El Centro de Interpretación se construyó reformando el edificio del antiguo sequero de Orea, una casa forestal situada en el casco y en la que se contaba con un horno para secar las piñas y extraer los piñones que, posteriormente, eran utilizados en los viveros forestales para la producción de plantas destinadas a la reforestación de los montes.

## Servicios
A pesar del proceso de despoblación que experimentan las zonas rurales de la comarca, Orea mantiene abierta una escuela a la que acuden una docena de alumnos aproximadamente, así como un consultorio médico para atender las necesidades sanitarias de los lugareños y un cuartel de la Guardia Civil. 
En relación con la red de transporte público, cuenta con un servicio de autobús a demanda que funciona los días laborales y conecta este municipio con Molina de Aragón. También dispone de otro servicio de autobús los lunes y viernes que pone en contacto a Orea con los pueblos de los alrededores —Checa, Alcoroche, Alustante, Orihuela del Tremedal, Bronchales, Pozondón, Alba, Santa Eulalia, Villarquemado, Cella y Caudé—  y finaliza su recorrido en Teruel
A nivel deportivo y por su disposición geográfica, Orea cuenta con diversos itinerarios naturales para practicar senderismo como la ruta del Arroyo del Enebral, la ascensión al Caimodorro —la montaña más alta de los Montes Universales (1940 metros)—, el trayecto a Castillos Fríos y la ruta de la laguna de la Salobreja. Asimismo, el municipio cuenta con unas instalaciones deportivas cubiertas y un complejo deportivo municipal al aire libre conformado por un campo de fútbol sala y una pista de frontón.